# Музинич, Джастин
Джастин Джордж Музинич (англ. Justin George Muzinich; род. 5 ноября 1977, Нью-Йорк) — американский бизнесмен и государственный служащий, заместитель министра финансов США с 2018 года. Ранее он был советником министра в Министерстве финансов США.

## Биография
Сын Камиллы Музинич, доцента Метрополитен-музея искусств в Нью-Йорке и Джорджа М. Музинича, который занимал должность президента Нью-Йоркской инвестиционной компании Muzinich & Company. Проходил обучение в Гротонской школе, окончил Гарвардский колледж (2000) со степенью бакалавра гуманитарных наук с отличием. Он получил степень магистра делового администрирования в Гарвардской школе бизнеса в 2005 году. Доктор права (Йельская школа права, 2007).
Музинич работал в EMS Capital и Morgan Stanley в группе по слияниям и поглощениям. Занимал пост президента Muzinich & Company, международной инвестиционной компании, основанной его отцом. Он также преподавал в Бизнес-школе Колумбийского университета с 2014 по 2016 год.
Он женился на Элоизе Дэвис Остин в 2008 году. Музинич является членом попечительского совета Нью-Йоркской пресвитерианской больницы.